# Degerfors
Degerfors (em sueco: Degerfors;  PRONÚNCIA) é uma pequena cidade sueca da província histórica da Värmland.
É a sede do município de Degerfors, pertencente ao condado de Örebro.
Tem uma área de 7,35 km² e uma populacão de 7 354 habitantes (2019).
Está situada a 12 km a sudoeste da cidade de Karlskoga .

## Desporto
A cidade alberga o Degerfors IF, um clube de futebol.